# COC Nederland
«COC Nederland» — голландская ЛГБТ-организация. Аббревиатура «COC» первоначально расшифровывалась как «Cultuur en Ontspannings-Centrum» (с нидерл. — «Центр культуры и отдыха») и была задумана как нейтрально звучащее названия для общества гомосексуалов. Основанная в 1946 году, COC является старейшей ЛГБТ-организацией в мире.

## История
Организация выросла из голландского ЛГБТ-журнала «Levensrecht» (с нидерл. — «Право жить»). Изначально журнал существовал недолго и в результате оккупации Нидерландов нацистской Германией в мае 1940 года был закрыт. В 1946 году, после окончания Второй мировой войны, журнал был воссоздан по образцу швейцарского ЛГБТ-журнала «Der Kreis» (с нем. — «Круг»). По его же образцу редакторы журнала начали организовывать собрания в Амстердаме и проводить лекции и иные культурные мероприятия для гомосексуалов, и вскоре ими был организован «Шекспировский клуб», предшественник COC.
Хотя власти не одобряли и выпуск журнала «Levensrecht», и существование «Шекспировского клуба», один из организаторов, Нико Энгелсхман, ухитрился договориться с одним из руководителей местной полиции и переговоры с властями прошли успешно, клуб не был запрещён.
В 1948 году «Шекспировский клуб» был переименован в «Cultuur en Ontspannings-Centrum» (с нидерл. — «Центр культуры и отдыха»), или COC. Целью организации было предоставление гомосексуалам возможности общаться в комфортной обстановке, знакомить их с культурным наследием известных гомосексуалов прошлого и настоящего и с научными исследованиями гомосексуальности.
Со временем терпимость к гомосексуалам увеличилась и в 1964 году COC стала менее закрытой организацией, сменила название на «Nederlandse Vereniging van Homofielen COC» (с нидерл. — «Нидерландская организация гомофилов COC») и настроилась на установление диалога с обществом, в рамках чего организацией начал выпускаться новый журнал «Dialoog».
Постепенно гомосексуальность стала восприниматься как проблема не только гомосексуалов, но и общества. В знак этого в 1971 году организация вновь сменила название, став называться «Nederlandse Vereniging tot Integratie van Homoseksualiteit COC» (с нидерл. — «Нидерландская организация интеграции гомосексуальности COC»). После неудачных попыток в 1963 и 1968 годах, организация наконец смогла легально зарегистрироваться в 1973 году.